# Anticyathus trochus
Anticyathus trochus är en rundmaskart som först beskrevs av Gerlach 1957.  Anticyathus trochus ingår i släktet Anticyathus och familjen Linhomoeidae. Inga underarter finns listade i Catalogue of Life.